# Бондар Петро Трохимович
Бондар Петро Трохимович (18 жовтня 1908, с. Бурбине — 15 лютого 1987, Львів) — філолог-україніст, педагог, краєзнавець. Брат Василя Бондаря. Батько Лариси Бондар.

## Життєпис
Народився в заможній селянській родині. Змалку працював коло землі. Пережив жахіття колективізації та голодомору. Освіту довелося здобувати самотужки.1938 року заочно закінчив філологічний факультет Харківського педагогічного інституту імені Г. Сковороди. Викладав українську мову та літературу в селах Полтавщини, а потім старослов'янську мову у Лубенському учительському інституті. 1943—1945 рр. брав участь у Другій світовій війні (Другий український фронт). Закінчив війну у званні сержанта (не дали офіцерського звання, позаяк одружився з дочкою розстріляного ворога народу й перебував на окупованій території).
Із 1945-го — у Львові на педагогічній роботі. Викладав українську мову та літературу в СШ № 17, № 34, СШРМ № 1, а також у Львівському медичному училищі № 2.
Спроба написати й захистити кандидатську дисертацію закінчилася невдачею.
Особливо продуктивним був період його діяльності на посаді завідувача кабінету мови й літератури Львівського інституту удосконалення кваліфікації вчителів (1959—1967) (тепер Львівський обласний інститут післядипломної педагогічної освіти). Тут розгорнув велику краєзнавчу роботу сам, а також залучав учителів для підготовки таких досліджень, як «Літературно-мистецька Стрийщина», «Літературна Самбірщина» та ін. Організовував педагогічні читання, присвячені Тарасові Шевченку (1961, 1964), Іванові Франку (1967), Михайлові Коцюбинському (1964).
Організовував і вів інструктивно-методичні екскурсії для вчителів літературними місцями Львова, Галича, Івано-Франківська, Коломиї, Косова, Снятина, Чернівців, Берестечка та ін. Організував Музей народної освіти Львівської области (відкритий 1984 року). Останні роки життя керував гуртком юних краєзнавців при Львівській дитячій екскурсійно-туристичній станції (один із гуртківців — знаний український історик Остап Середа).
Підготував близько 50 педагогічних та краєзнавчих праць. Досліджував джерела й літературу про перебування у Львові Г. Сковороди, І. Франка, І. Нечуя-Левицького, М. Коцюбинського, Лесі Українки, Олени Пчілки, М. Заньковецької, М. Садовського та ін. Особливо цінною була брошура «Лесиними стежками у Львові», де вперше систематично зібрано матеріал про всі вісім разів перебування Лесі Українки у Львові. Досі належно не оцінено сенсаційне відкриття: краєзнавець неспростовно довів, усупереч усталеним уявленням і твердженням, що будинок у Львові на вул. Зиблікевича, 10, де мешкав І. Франко, зберігся до наших днів.
Зібрав важливі відомості з історії освіти на Львівщині, зокрема про перші гімназії з українською мовою викладання в Галичині. Залишив спогади про рідну Полтавщину.
Був у близьких стосунках із діячами дисидентського руху, зокрема з Михайлом і Богданом Горинями. Зазнав дискримінації за свої патріотичні переконання й діяльність. Йому були заборонили читати лекції з культури мови, провадити екскурсії, займатися організацією краєзнавства, обмежили можливість друкуватися тощо.
Архівні матеріали П. Бондаря дочка Лариса передала на збереження до Музейно-культурного комплексу Анатолія Недільського в с. Скнилів Золочівського району на Львівщині.

## Основні праці
- На оновленій землі // Українська мова і література в школі. 1964. № 5. С. 73–75.
- На заклик Львівського інституту удосконалення кваліфікації вчителів // Дем'ян Г. Літературно-мистецька Стрийщина. На допомогу вчителям літератури та історії. Львів, 1966. С. 2.
- Роль позакласної роботи в піднесенні мовної культури учнів // Позакласна виховна робота: тези доповідей і виступів на обласній науково-практичній конференції 28–30 березня 1966 р. Львів, 1966. С. 23–25.
- Слідами мандрівничого філософа і поета // Українська мова і література в школі. 1972. № 8. С. 55–61.
- Леся Українка в Бродах // Прапор комунізму. Броди, 1971. 25 лютого.
- Лесиними стежками у Львові. Методичні рекомендації щодо проведення літературно-краєзнавчих екскурсій з учнями. Львів, 1972. 31 с.
- Тут жив Каменяр // Ленінська молодь. Львів, 1981. 29 вересня.